# Società Triestina Canottieri Adria 1877
La Società Triestina Canottieri Adria 1877 è una storica associazione sportiva remiera di Trieste.

## Storia
La società sorse il 15 settembre 1877 come Ruder Verein Adria dalla fusione di tre sodalizi remieri triestini: il Ruder Club Carlotta, il Ruder Club Meteor ed il Ruder Club Themis.